# Neomargarodes rutae
Neomargarodes rutae är en insektsart som beskrevs av Borchsenius 1949. Neomargarodes rutae ingår i släktet Neomargarodes och familjen pärlsköldlöss.
Artens utbredningsområde är Uzbekistan. Inga underarter finns listade i Catalogue of Life.